# Légicsapás (film, 2018)
A Légicsapás (eredeti cím: Air Strike, kínaiul: 大轰炸) 2018-ban bemutatott kínai háborús akciófilm, amelyet Hsziao Feng (Xiao Feng) rendezett a második kínai–japán háború idején zajló Csungking japán bombázásról. A főbb szerepekben Liu Je, Bruce Willis, Szong Szunghon, William Chan és Nicholas Tse látható. Mel Gibson és Zsigmond Vilmos gyártási tanácsadóként működött közre a filmben.

## Cselekmény
A második kínai–japán háború kezdetével, a sanghaji és nankingi csatával 1937-ben, a történet a Kínai Légierő japán invázió és megszállás elleni ellenállása körül bontakozik ki. A Japán Birodalom hadigépezetének elsöprő ereje elfoglalja Sanghajt és a főváros Nankingot, majd következik a heves ellenállás és végül az ideiglenes háborús főváros, Vuhan 1938-as elesete. A történet csúcspontja a hat évig tartó, kizárólag légi hadviselésből álló csata Csungking városáért, amely a háború hátralévő részében Kína fővárosa marad. A megmaradt kínai légierő, a menekültek és Csungking lakossága példát mutatnak a japán légi csapások évei alatt tanúsított rendíthetetlen ellenállásból.

## Szereplők
| Szerep                                   | Színész                          | Magyar hang           |
| ---------------------------------------- | -------------------------------- | --------------------- |
| Hszüe Kang Tou (Xue Gang Tou)            | Liu Je                           | Janicsek Péter        |
| Jack Johnson ezredes                     | Bruce Willis                     | Gubányi György István |
| An Ming Hszün (An Ming Xun) / An Ming He | Szong Szunghon                   | Baráth István         |
| Cseng Ting (Cheng Ting)                  | William Chan                     | Bor László            |
| Cuj (Cui) bácsi                          | Fan Vej (Fan Wei)                | Holl Nándor           |
| Csao Csun (Zhao Chun)                    | Vu kang (Wu Gang)                | Molnár Levente        |
| Ting Lien (Ding Lian)                    | Ma Szu (Ma Su)                   | Sipos Eszter Anna     |
| Jaoku (Yaogu)                            | Csö Jungli (Che Yongli)          | Kisfalvi Krisztina    |
| Hszüe Man Kuan (Xue Man Guan)            | Feng Jüan-cseng (Feng Yuanzheng) | Kékesi Gábor          |
| Csien Hszüe (Qian Xue)                   | Janine Csang (Janine Chang)      | Csúz Lívia            |
| Csin Hsziang (Jin Xiang)                 | Keng Lö (Geng Le)                | Berzsenyi Benedek     |
| Szato                                    | Sibuja Tenma                     | Szabó Endre           |
| Lej Tao (Lei Tao)                        | Nicholas Tse                     | Czető Ádám            |
| Je Pej Hszüan (Ye Pei Xuan)              | Fan Ping-ping (Fan Bingbing)     | Lamboni Anna          |
| Városvédelmi felügyelő                   | Csen Taoming (Chen Daoming)      | Juhász Zoltán         |
| A légierő parancsnoka                    | Simon Yam                        | Debreczeny Csaba      |
| Steve                                    | Adrien Brody                     | Venyercsán Péter      |
| A légierő ezredese                       | Ray Lui                          | Sipka Gábor           |
| Van Csia (Wan Jia)                       | Lej Csia (Lei Jia)               | Angyal Anita          |
| korházi dolgozó                          | Hu Ping (Hu Bing)                | Nagy Bálint           |
| Jack segédtisztje                        | Huang Hajping (Huang Haibing)    | Rajnai Viktória       |
| Julia                                    | Rumer Willis                     | Bérces Gabriella      |

### Magyar változat
- Magyar szöveg: Szojka László
- Hangmérnök és vágó: Hegyessy Ákos
- Felvevő hangmérnök: Darvas Bence
- Gyártásvezető: Mészáros Szilvia
- Szinkronrendező: Berzsenyi Zoltán
- Produkciós vezető: Legény Judit

A szinkront a Laborfilm Szinkronstúdió készítette el.

## A film készítése
A 65 millió dolláros költségvetésű film alkotói feladatát Mel Gibson látta el. A film forgatása 2015 májusában kezdődött a kínai Sanghajban. A forgatás 2015 novemberében fejeződött be. A film nehéz gyártási folyamaton ment keresztül, többszöri késéssel, erősen megnövekedett költségekkel, ami a film költségvetésének túllépését eredményezte, és egy adócsalási botránnyal, amelyben az egyik főszereplő is érintett volt, ezért sok filmes anyagot kivágtak a végső kiadásból, a tervezett 3D-s moziváltozatot már az elején elvetették, és a kínai piacra tervezett nagyjátékfilmet teljesen törölték.

## Bemutató
A filmet a második világháborúban szerzett szövetséges győzelem 70. évfordulójára készítették. Az eredeti tervek szerint 2018. augusztus 17-én jelent volna meg,[1] de később elhalasztották 2018. október 26-ra, hogy világszerte ugyanazon a napon jelenjen meg.
2018 októberében bejelentették, hogy a film vetítési terveit Kínában törölték. Korábban Cui Yongyuan televíziós műsorvezető kiszivárogtatta, hogy Fan Bingbing, a film egyik vendégszereplője adócsalási botrányba keveredett, miközben ebben a filmben szerepelt. Az Amerikai Egyesült Államokban azonban a hazai videómegjelenítés a tervek szerint folytatódott.

### Alternatív verzió
A film eredeti vágása 127 perces, és vegyesen tartalmaz mandarin és angol nyelvű párbeszédeket. Az amerikai kiadáshoz azonban a filmet 96 percesre vágták, és teljesen angolra szinkronizálták. A különböző területek az egyik vagy a másik vágás terjesztése mellett döntöttek:
- Eredeti változat: Egyesült Királyság, Hollandia, Dánia, Finnország, Svédország, Norvégia

- Vágott változat: Amerikai Egyesült Államok, Kanada, Németország, Franciaország, Ausztrália, Olaszország, Spanyolország